# Altes Rathaus (Berlin)

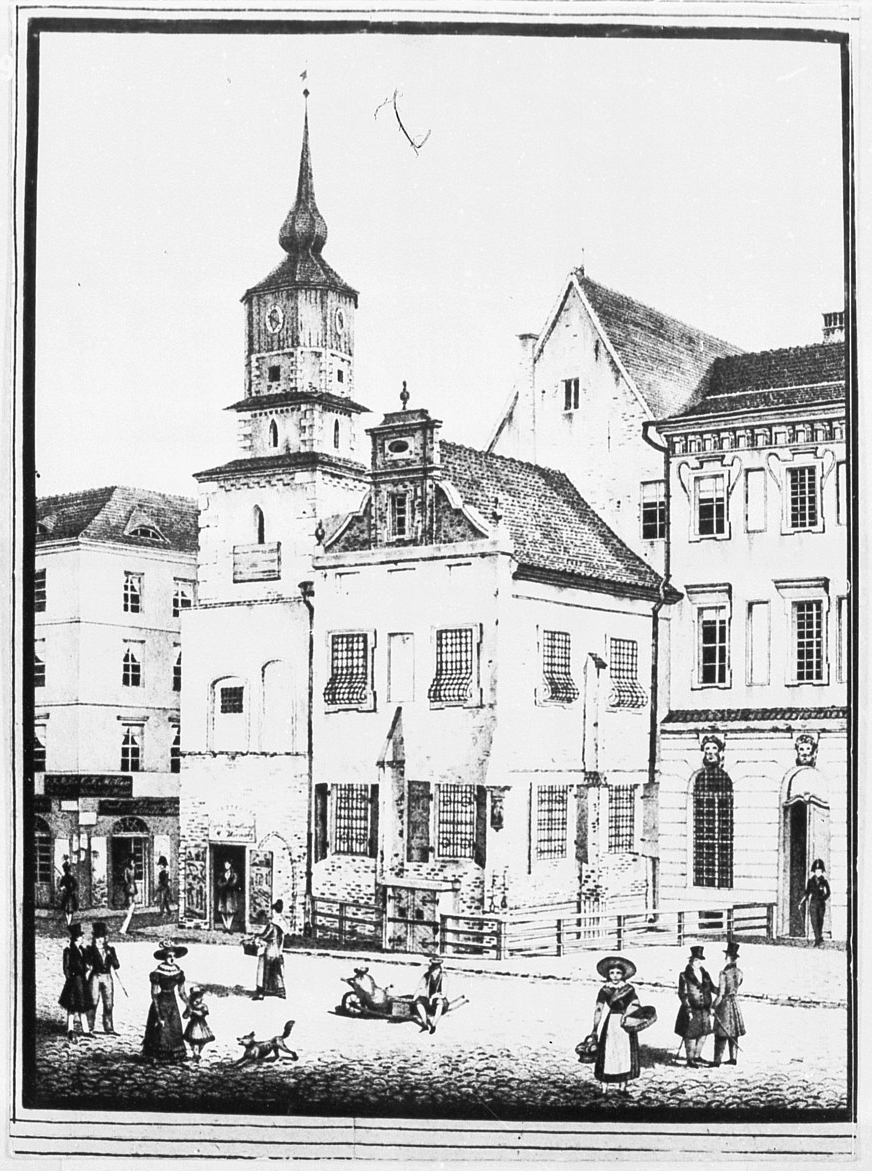
Altes Rathaus, Uhrenturm und Gerichtslaube in barockem Gewand, vor 1819

Das Alte Rathaus in Berlin war das mittelalterliche Rats- und Verwaltungszentrum an der Ecke Königstraße (seit 1951: Rathausstraße) und Spandauer Straße im Ortsteil Mitte mit dem eigentlichen Ratsgebäude, der Gerichtslaube und dem später angebauten Uhrenturm.

## Geschichte

### Rathaus
Der Standort des allerersten Rathauses seit Gründung der Stadt Berlin ist bisher nicht geklärt. Wahrscheinlich stand der Bau auf dem ältesten Platz Berlins, dem Molkenmarkt. Erst eine Grabung könnte Gewissheit bringen. Die Gründung des Rathausstandortes an der Straßenkreuzung Spandauer Straße und Königstraße datiert um 1270.
Der eigentliche Ratsbau war ein zweigeschossiges Gebäude, dessen Erdgeschoss – seit 1320 mit gotischem Kreuzgewölbe versehen – als Tuchhalle genutzt wurde. Im Obergeschoss fanden die Ratssitzungen und Zusammenkünfte der Tuchmacher- und Kaufmannsgilde statt.
Während der großen Stadtbrände von 1380, 1484 und 1581 wurden einzelne Teile des Bauensembles schwer beschädigt, jedoch stets wieder aufgebaut. Bei den Erweiterungsarbeiten des alten Rathauses von 1692 bis 1695 nach Plänen von Johann Arnold Nering erhielt das Äußere ein barockes Aussehen, ein kompletter Gebäudeflügel an der Spandauer Straße ergänzte das Rathaus. Außerdem wurden der Baukörper aufgestockt und das Dach ausgebaut.

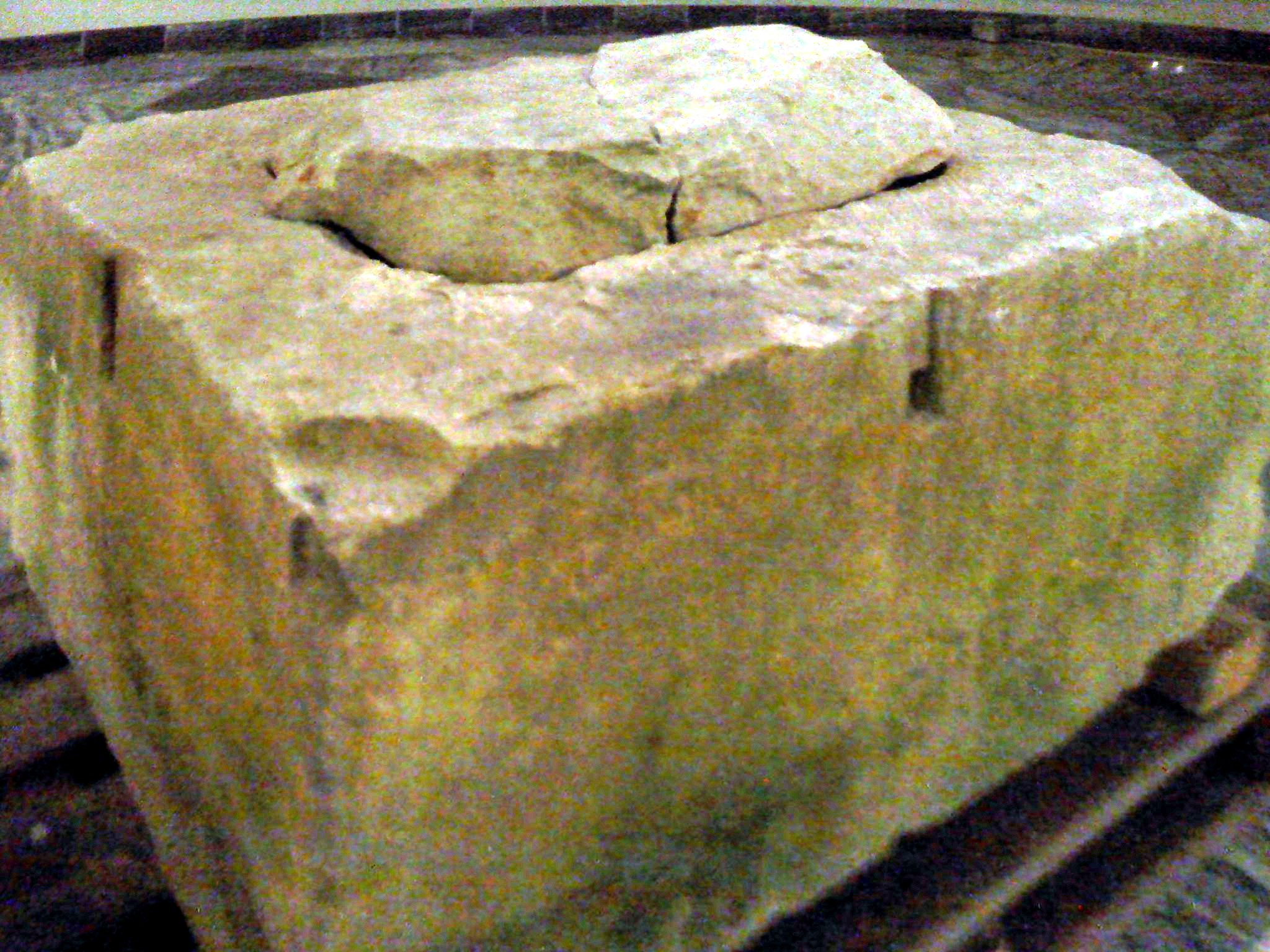
Mutmaßlicher Grundstein des Alten Rathauses, in den Ausstellungsräumen des Ephraim-Palais zu sehen

Für den Neubauteil erfolgte am 23. April 1692 die Grundsteinlegung, wofür ein etwa 750 kg schwerer Sandsteinblock ausgehöhlt und eine passende Abdeckplatte gemeißelt wurden. Der hier beschriebene und im Ephraim-Palais ausgestellte behauene Quader wurde bei den Vorarbeiten für die Verlängerung der U-Bahn-Linie U5 im Jahr 2010 freigelegt. Geschichtsforscher und Archäologen kamen nach eingehenden Untersuchungen zu dem Schluss, dass es sich hier um einen „neuzeitlichen“ Grundstein aus dem 17. Jahrhundert handelt, der beim späteren totalen Neubau des Roten Rathauses schon einmal gefunden wurde. Die damaligen Ratsmitglieder sollen nach Meinung der Experten die in der Höhlung befindlichen Zeitdokumente entnommen und den danach nutzlos gewordenen Steinblock im Keller des hier beschriebenen mittelalterlichen Rathauses entsorgt haben.

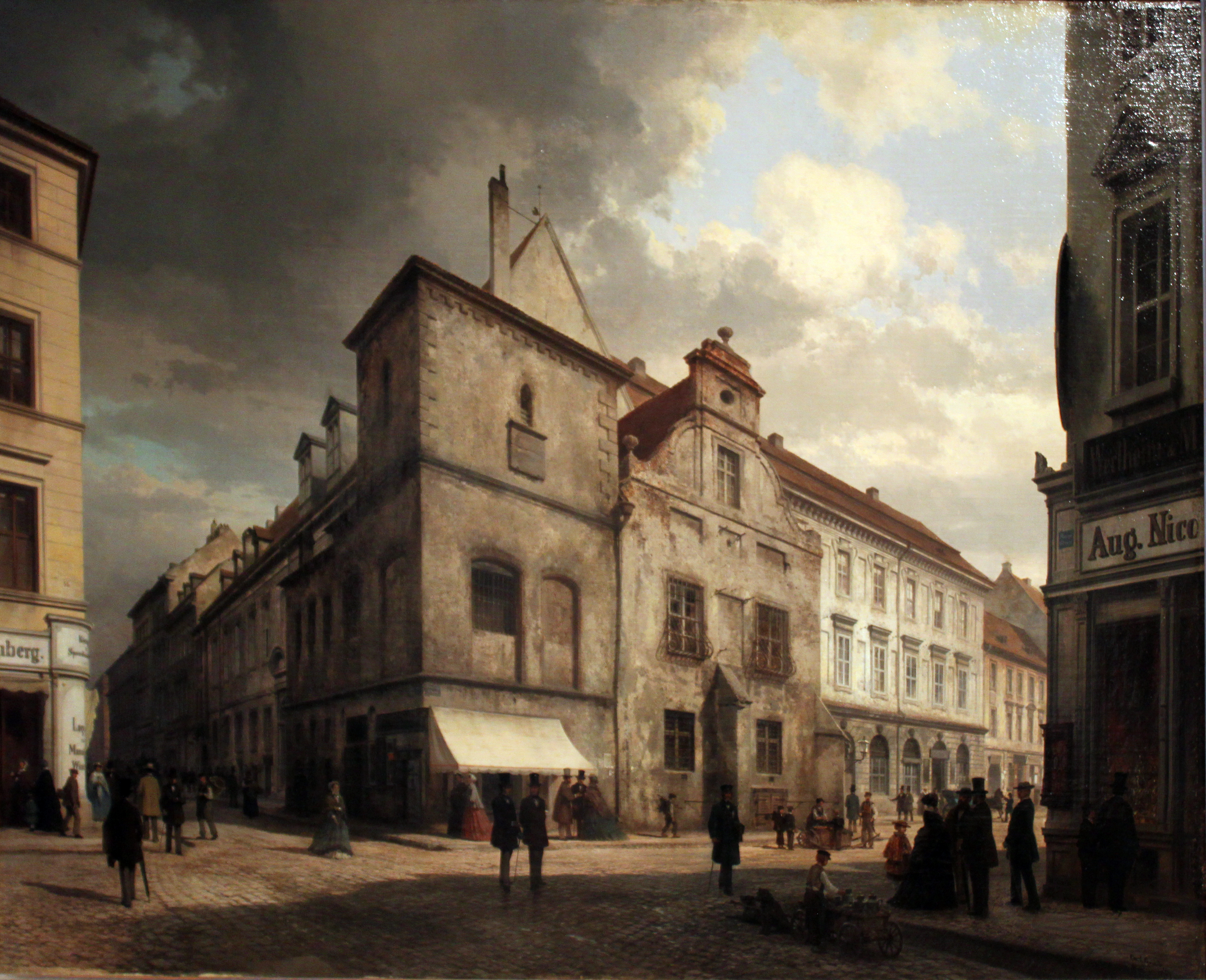
Das alte Berliner Rathaus,
Gemälde von Carl Graeb, 1867

Zu Beginn des 19. Jahrhunderts verwahrloste der Rathausbau zusehends. Zuerst wurden die Spitze und 1819 der Turm des Rathauses abgetragen, auch weil dieser für den zunehmenden Verkehr an der Kreuzung ein Hindernis darstellte. Die Königstraße galt seinerzeit als Protokollstrecke, weil der Einzug der preußischen Könige zum Berliner Schloss an diesem Platz vorbeiführte. Zudem begriffen die Berliner die historischen Gebäude als unmodern und einer aufstrebenden Stadt unwürdig, wodurch die Gerichtslaube aus Berlin verschwinden musste.
Das Rote Rathaus als gänzlicher Neubau wurde hinter dem bisherigen Gebäude errichtet. Dadurch blieb das Alte Rathaus noch bis zum Baubeginn des neuen Verwaltungszentrums 1860 stehen. Erst nach 1865, mit Beginn des zweiten Bauabschnitts, wurde der marode alte Bau bis auf die Fundamente, Keller und Teile der Tuchhalle abgetragen. Die Reste wurden durch Einschüttung gesichert. Diese Vorgehensweise erfolgte, weil Berliner Bürger und Wissenschaftler gegen die totale Beseitigung protestiert hatten.
Zu DDR-Zeiten wurde etwa ein Drittel der im Boden vorhandenen Gewölbe durch eine die Rathausstraße entlangführende Fernwärmetrasse zerstört.

### Nebengebäude
Direkt an der Straßenecke schloss sich – aus der Bauflucht herausgestellt – die ebenfalls gotische Gerichtslaube an. Hier wurde Recht gesprochen, dort stand ein Pranger mit einem Kaak-Relief darüber (Vogelkopf mit menschlichem Gesicht) sowie das sogenannte „Arme-Sünder-Bänkchen“. Die Laube war im Erdgeschoss offen, damit sich die Bürger von der Rechtsprechung der Ratsmannen überzeugen konnten.
Dem Rathaus vorgelagert wurde im 15. Jahrhundert zur Aufnahme der Stadtuhr ein Uhrenturm im Renaissancestil angebaut.

## Wiederentdeckung von Bauresten und Diskussion um den Erhalt

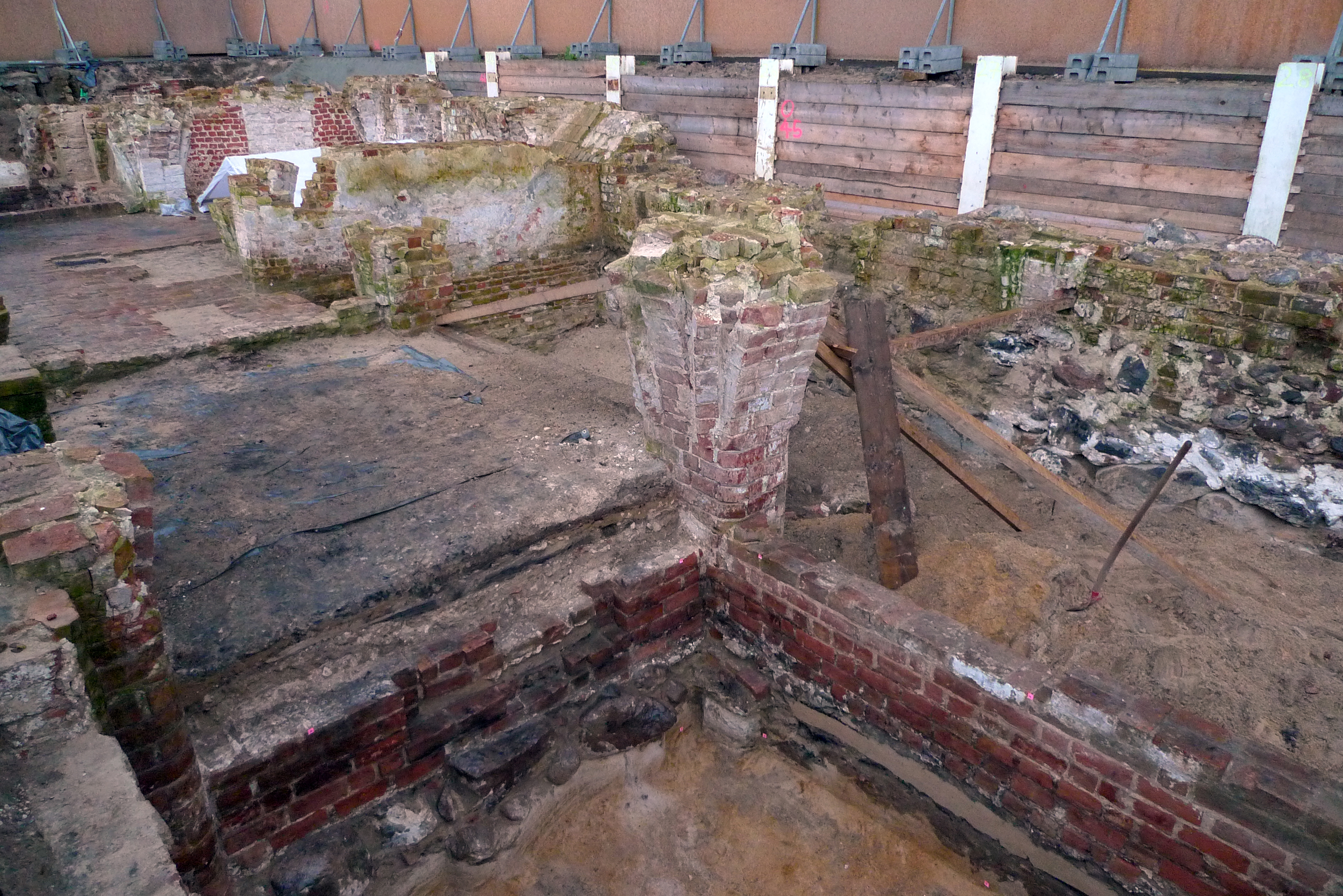
Ausgrabungen, 2010

Bei den archäologischen Grabungen für die Verlängerung der U-Bahn-Linie U5 wurden ab Sommer 2010 neben dem oben bereits beschriebenen Grundstein weitere Reste des Alten Rathauses wiederentdeckt. Vor allem in der Tuchhalle (rund 18 m × 39 m groß), deren Gewölbe zu mehr als der Hälfte erhalten sind, wurden Alltagsfunde über das Leben im Mittelalter gesichert. Auch Reste der Gerichtslaube und des Uhrenturms wurden freigelegt. Die Artefakte wurden vorerst eingelagert und sollen in Teilen in dem vor dem Rathaus entstehenden neuen Bahnhof ausgestellt werden, die Lage und Bauweise des Bahnhofs wurden diesen Überlegungen angepasst. 
Um den Erhalt der Teile gab es kontroverse Diskussionen. Während Senatsbaudirektorin Regula Lüscher die gotischen Gewölbe „inszenieren“ wollte, forderten Bürger, Historiker und Architekten die Rückversetzung der Gerichtslaube an ihren originalen Standort und die – zumindest exemplarische – Wiedervollendung des Mauerwerkes der gotischen Joche.